# Giải thưởng Chủ tịch UEFA
Giải thưởng Chủ tịch UEFA là giải thưởng dành cho cầu thủ được công nhận thành tích xuất sắc, sự chuyên nghiệp và phẩm chất cá nhân gương mẫu.  Giải thưởng này lần đầu tiên được giới thiệu bởi UEFA vào năm 1998, thường được trao hàng năm cho một cá nhân có sự đóng góp cho sự phát triển và thành công của môn Bóng đá.

## Người chiến thắng
-

| Năm  | Người chiến thắng  |
| ---- | ------------------ |
| 1998 | Jacques Delors     |
| 1999 | –                  |
| 2000 | Guy Roux           |
| 2001 | Juan Santisteban   |
| 2002 | Bobby Robson       |
| 2003 | Paolo Maldini      |
| 2004 | Ernie Walker       |
| 2005 | Frank Rijkaard     |
| 2006 | Wilfried Straub    |
| 2007 | Alfredo Di Stéfano |
| 2008 | Bobby Charlton     |
| 2009 | Eusébio            |
| 2010 | Raymond Kopa       |
| 2011 | Gianni Rivera      |
| 2012 | Franz Beckenbauer  |
| 2013 | Johan Cruyff       |
| 2014 | Josef Masopust     |
| 2015 | –                  |
| 2016 | –                  |
| 2017 | Francesco Totti    |
| 2018 | David Beckham      |
| 2019 | Eric Cantona       |
| 2020 | Didier Drogba      |
| 2021 | Simon Kjær         |